# Brachylophosaurini
Tribu
Genres de rang inférieur
- † Acristavus
- † Brachylophosaurus, le genre type
- † Maiasaura
- † Probrachylophosaurus ?
- † Wulagasaurus ?

Les Brachylophosaurini forment une tribu éteinte de « dinosaures à bec de canards » herbivores de la famille des Hadrosauridae et de la sous-famille des Saurolophinae. Ses fossiles ont  été retrouvés en  Amérique du Nord en particulier dans le Montana et en Alberta. Ils datent du Crétacé supérieur (Campanien), soit il y a environ entre 83,6 et 72,2 millions d'années.
Ce clade a été créé en 2011 par Gates et ses collègues lors de la description d'un nouveau genre de saurolophinés, Acristavus.

## Définition

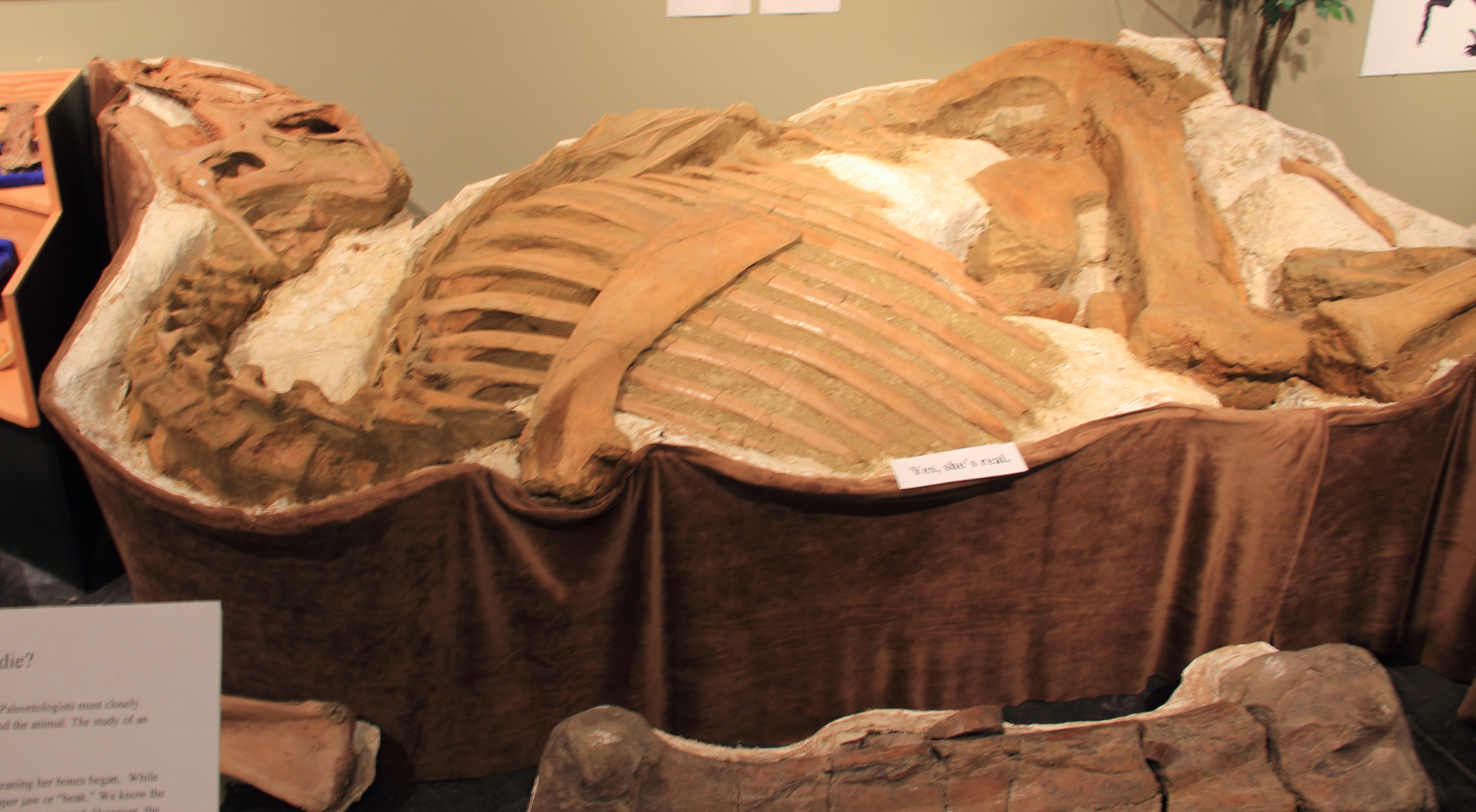
Squelette du genre type des Brachylophosaurini : Brachylophosaurus.

Le clade est défini comme incluant les ornithopodes hadrosaurinés (aujourd'hui saurolophinés) plus proches de Brachylophosaurus, Maiasaura ou Acristavus que de Gryposaurus ou Saurolophus.

## Liste des genres
Cette tribu, qui n’apparaît pas dans certaines phylogénies postérieures,, regrouperait trois genres :
- † Acristavus (Montana et Utah) ;
- † Brachylophosaurus, le genre type (Montana et Alberta) ;
- † Maiasaura (Montana).

Les genres Probrachylophosaurus (Montana) et même Wulagasaurus (Chine) sont parfois ajoutés à cette tribu.